# 1969年NFLチャンピオンシップゲーム
1969年NFLチャンピオンシップゲーム（1969 NFL Championship Game）は、1970年1月4日にアメリカ合衆国ミネソタ州ブルーミントンのメトロポリタン・スタジアムで開催された試合。 1969年シーズンのNFLチャンピオンの座をかけて、東カンファレンスのクリーブランド・ブラウンズと西カンファレンスのミネソタ・バイキングスが対戦した。AFLとNFLの統合が行われる前に行われた最後のNFLチャンピオンシップゲームである。ブラウンズは2年連続の出場で、1960年代4回目の出場であった。試合はバイキングスがブラウンズを27-7で破り第4回スーパーボウルに出場した。エクスパンションチームがスーパーボウルに出場するのは初めてであった。
アイスボウルと呼ばれた1967年NFLチャンピオンシップゲーム、ほどではなかったが、-13℃、体感温度-21℃ のコンディションで行われ、ブラウンズのLB、ジム・ヒューストンは試合中凍傷となり、入院した。
ブラウンズは前年のNFLチャンピオンシップゲームで、ボルチモア・コルツに0-34で敗れた。バイキングスはこの試合ターンオーバーでボールを失うことなく、381ヤードを獲得した。ブラウンズは268ヤードの獲得で3回ターンオーバーでボールを失った。

## ミネソタ・バイキングス
バイキングスは12勝2敗でレギュラーシーズンを終えた。ニューヨーク・ジャイアンツとのシーズン開幕戦で1点差で敗れた後、12連勝し、アトランタ・ファルコンズとの最終戦で7点差で敗れた。敗れた2試合ではエースQBキャップではなく、ゲイリー・コゾーが先発した。レギュラーシーズン11月9日の試合でブラウンズを51-3で破っており、ウェスタンカンファレンス・チャンピオンシップでロサンゼルス・ラムズを23-20で破ってNFLチャンピオンシップゲームに進出した。バド・グラントヘッドコーチの率いるチームはQBジョー・キャップやWRジーン・ワシントンがオフェンスを牽引した。パープル・ピープル・イーターズとして知られた4人のディフェンスラインを擁したディフェンスはレギュラーシーズンでわずか133失点（平均9.5点）しか許さず、失点、喪失ヤード、与えたファーストダウンでNFLトップ、ターンオーバー奪取回数もNFL2位であった。オフェンスはNFLトップの379点をあげた。3試合で50得点差以上をつけて勝った。
ディフェンスラインのカール・エラー、ゲイリー・ラーセン、アラン・ペイジ、ジム・マーシャルはプロボウルに選ばれた。

## クリーブランド・ブラウンズ
ブラウンズは10勝3敗1分でレギュラーシーズンを終えた。イースタンカンファレンス・チャンピオンシップでダラス・カウボーイズを38-14で破ってNFLチャンピオンシップゲームに出場した。ブラントン・コリアーヘッドコーチの率いるチームはQBゲイリー・コリンズ、WRポール・ウォーフィールドなどがオフェンスの中心であった。

## 試合経過
キックオフ直後のドライブでバイキングスは8プレー70ヤードを前進し、第1Q開始4分でバイキングスは7-0と先制した。このドライブでのキープレーは、ファーストダウンまで残り5ヤード地点でボールをキャッチしたワシントンが、ランアフターキャッチで33ヤードを獲得し、敵陣24ヤード地点までボールを進めたプレーである。4プレー後に、デイブ・オズボーンが11ヤードを走り、7ヤード地点まで前進、次のプレーでオズボーンはハンドオフを受けようとした際、足を滑らせて、キャップとぶつかったが、キャップがそのままボールを持って7ヤードを走りTDをあげた。
バイキングスは次の攻撃でワシントンを1対1でカバーしていたブラウンズのDBエリック・バーンズが足を滑らせたプレーで、ワシントンへの75ヤードのTDパスを決めた。
第1Q終盤、ブラウンズのRBリロイ・ケリーがファンブルしたボールをバイキングスのLBウォリー・ヒルゲンバーグがリカバーし、敵陣43ヤード地点で攻撃権を得た。キャップからワシントンへの25ヤードのパスが成功し、フレッド・コックスが30ヤードのFGを成功し、17-0となった。
第2Q終盤、ヒルゲンバーグがビル・ネルセンのパスを自陣33ヤード地点でインターセプトした。バイキングスはここからジョン・ヘンダーソンへの2本のパスで17ヤードを獲得、オズボーンの16ヤードのラン、オズボーンの20ヤードのTDランなど、8プレーで67ヤードを前進し、前半残り4分46秒で24-0とリードを広げた。ブラウンズは敵陣17ヤード地点まで前進したが、第4ダウン残り3ヤードでネルセンがゲイリー・コリンズに投げたパスがオーバースローとなり、得点をあげることができなかった。
第3Q、コックスが32ヤードのFGを成功させて27-0となった。このドライブの途中、ブラウンズのLBジム・ヒューストンはキャップに強く当たられてノックアウトされた。
第4Q、ポール・ウォーフィールドへの18ヤードのパスに続いて、コリンズへの3ヤードのTDパスが決まり、ブラウンズはようやく7点を返した。試合時間は残り13分あったが、その後両チームとも得点をあげることなく、試合は終了した。バイキングスは敵陣2ヤード地点まで前進したが、得点をあげようとせず、時間を費やす選択をした。
キャップはパス13回中7回成功、169ヤード、1TDをあげるとともに、ランで57ヤードを獲得した。オズボーンは18回のランで108ヤード、1TD、ワシントンは3回のレシーブで125ヤード、1TDをあげた。
ネルセンはパス33回中17回成功、1TD、2INT、ケリーは80ヤードを走るとともに2回のレシーブで17ヤードを獲得した。

## その後
第4回スーパーボウルでバイキングスはカンザスシティ・チーフスに7-23で敗れた。NFLフィルムズは、1969年のバイキングスをスーパーボウルで優勝できなかったチームのベスト5にあげている。